# Canton de Saint-Bonnet-de-Joux
Le canton de Saint-Bonnet-de-Joux est un ancien canton français situé dans le département de Saône-et-Loire et la région Bourgogne-Franche-Comté.

## Géographie
Ce canton était organisé autour de Saint-Bonnet-de-Joux dans l'arrondissement de Charolles. Son altitude variait de 236 m (Pressy-sous-Dondin) à 600 m (Suin) pour une altitude moyenne de 421 m.

## Histoire
- De 1833 à 1848, les cantons de La Guiche et de Saint-Bonnet-de-Joux avaient le même conseiller général. Le nombre de conseillers généraux était limité à 30 par département[1].

## Représentation

### Conseillers d'arrondissement (de 1833 à 1940)
| Période                                  | Période          | Identité                        | Étiquette       | Qualité |
| ---------------------------------------- | ---------------- | ------------------------------- | --------------- | --- |
| 1833                                     | 1836             | Antoine Gagnard-Labaune         | Constitutionnel | Propriétaire à Suin                                                                                         |
| 1836                                     | 1848             | Charles Villedey (1808-1893)    |                 | Juge de paix, maire de Saint-Bonnet-de-Joux                                                                 |
| 1848                                     | 1852             | Claude Amable Chapuis           |                 | Maire de Saint-Bonnet-de-Joux                                                                               |
| 1852                                     | 1855             | Jean-Baptiste Josserand         |                 | Maire de Pressy-sous-Dondin                                                                                 |
| 1855                                     | 1870             | Ernest Siraudin (1814-1895)     |                 | Propriétaire forestier aux Hauts, propriétaire du château de la Chapelle des Bois à Saint-Bonnet-de-Joux    |
| 1870                                     | 1885 (démission) | Auguste Thomas                  | Conservateur    | Propriétaire à Saint-Bonnet-de-Joux                                                                         |
| 1885                                     | 1889             | Hippolyte Dessoly (1845-1904)   | Républicain     | Négociant à Saint-Bonnet-de-Joux                                                                            |
| 1889                                     | 1907             | Auguste Thomas                  | Conservateur    | Propriétaire à Saint-Bonnet-de-Joux                                                                         |
| 1907                                     | 1919             | Jean-Claude Lagrost (1849-1920) | Radical         | Négociant à Beaubery                                                                                        |
| 1919                                     | 1925             | Pierre Fraizy                   |                 | Cultivateur, conseiller municipal de Chiddes                                                                |
| 1925                                     | 1930             | Gilbert Nourrissat              | Républicain     | Médecin à Saint-Bonnet-de-Joux                                                                              |
| 1930                                     | 1940             | René Villars                    | Républicain     | Financier, maire de Verosvres                                                                               |
| 1940                                     |                  |                                 |                 | Les conseils d'arrondissement ont été suspendus par la loi du 12 octobre 1940 et n'ont jamais été réactivés |
| Les données manquantes sont à compléter. |                  |                                 |                 | |

### Conseillers généraux de 1833 à 2015
| Période | Période      | Identité                              | Étiquette                    | Qualité |
| ------- | ------------ | ------------------------------------- | ---------------------------- | --- |
| 1833    | 1836         | Victor Callard-Beaumont               | Opposition Constitutionnelle | Propriétaire à Saint-Romain-sous-Gourdon |
| 1836    | 1845         | Pierre Lambert                        |                              | Avocat, ancien Sous-Préfet de Charolles Député (1837-1842) |
| 1845    | 1848         | Marquis Philibert de La Guiche        | Légitimiste                  | Propriétaire à Saint-Bonnet-de-Joux Ancien officier Député (1846-1848) |
| 1848    | 1852         | Antoine Gagnard-Labaune               | Républicain                  | Propriétaire à Suin, ancien conseiller d'arrondissement |
| 1852    | 1855         | Marquis Philibert de La Guiche        | Légitimiste                  | Propriétaire à Saint-Bonnet-de-Joux Ancien officier Député (1846-1848, 1871-1876) Ancien conseiller général du Canton de La Guiche                                                                                                |
| 1855    | 1871         | Julien Villedey de Croze              |                              | Juge de paix à Saint-Bonnet-de-Joux |
| 1871    | 1910         | Jean-Marie Joseph Ludovic Cheuzeville | Conservateur                 | Maire de Beaubery |
| 1910    | 1930 (décès) | Claude Butaud                         | Rad.                         | Propriétaire - Maire de Sivignon |
| 1930    | 1940         | Gilbert Nourissat (1892-1944)         | URD                          | Médecin Conseiller municipal de Saint-Bonnet-de-Joux, conseiller d'arrondissement Membre de la Commission administrative de Saône-et-Loire (1941-1942) Nommé conseiller départemental en 1942 Mort pour la France le 20 août 1944 |
|         |              |                                       |                              | |
| 1945    | 1951         | Louis Lambert                         | SFIO                         | Cultivateur - Maire de Chiddes |
| 1951    | 1959 (décès) | René Villars (1882-1959)              | Rad.                         | Financier, Verosvres, ancien conseiller d'arrondissement |
| 1960    | 1970         | Gilbert Nourissat (1923-1997)         | DVD                          | Médecin Conseiller municipal de Saint-Bonnet-de-Joux |
| 1970    | 2001         | François Lacharme                     | DVG puis PS                  | Directeur d'école Maire de Verosvres (1971-1994) Suppléant du député Paul Duraffour |
| 2001    | 2002         | Jacques (Jacky) Vincent               | SE                           | Maire de Beaubery (1992-1995) Décédé en 2016 |
| 2002    | 2015         | Jacques Lecoq                         | UMP                          | Assureur Maire de Saint-Bonnet-de-Joux (1986-2014) Président de la Communauté de communes du Val de Joux |

## Composition
Le canton de Saint-Bonnet-de-Joux regroupait 8 communes et comptait 2 414 habitants (recensement de 1999 sans doubles comptes).
| Communes             | Population (2012) | Code postal | Code Insee |
| -------------------- | ----------------- | ----------- | ---------- |
| Beaubery             | 357               | 71220       | 71025      |
| Chiddes              | 73                | 71220       | 71128      |
| Mornay               | 164               | 71220       | 71323      |
| Pressy-sous-Dondin   | 71                | 71220       | 71358      |
| Saint-Bonnet-de-Joux | 841               | 71220       | 71394      |
| Sivignon             | 202               | 71220       | 71524      |
| Suin                 | 304               | 71220       | 71529      |
| Verosvres            | 402               | 71220       | 71571      |

## Démographie
| 1962  | 1968  | 1975  | 1982  | 1990  | 1999  | 2007  |
| ----- | ----- | ----- | ----- | ----- | ----- | ----- |
| 2 950 | 3 271 | 2 906 | 2 680 | 2 472 | 2 414 | 2 410 |